# Tramea darwini
Tramea darwini – gatunek ważki z rodziny ważkowatych (Libellulidae). Występuje w Ameryce Północnej i Południowej – od USA po Argentynę, także na wyspach Karaibów i Galapagos.

## Taksonomia
Takson Tramea darwini opisał William Forsell Kirby na podstawie pięciu okazów zdeponowanych w Muzeum Brytyjskim, z czego tylko jeden był w dobrym stanie. Opis ukazał się w 1889 roku na łamach „Transactions of the Zoological Society of London”. Jako miejsce typowe autor wskazał Galapagos. Później takson ten był traktowany jako młodszy synonim Tramea cophysa Hagen, 1867.
Badania genetyczne, których wyniki opublikowano w 2021 roku, wykazały jednak, że mitochondrialny DNA i nDNA osobników z Galapagos prawie nie różnią się od przedstawicieli Tramea calverti Muttkowski, 1910 – taksonu występującego w znacznej części Ameryki Północnej i Południowej, zaś różnice względem Tramea cophysa są już dość duże. Autorzy postanowili uznać Tramea darwini i Tramea calverti za jeden gatunek, z tym że priorytet ma starsza nazwa Tramea darwini, zaś Tramea calverti została uznana za młodszy synonim.